# 976 Benjamina
976 Benjamina, asteroid vanjskog glavnog pojasa. Otkrio ga je Benjamin Jekhowsky, 27. ožujka 1922.

## Vanjske poveznice
- Minor Planet Center